# Гелле, Исмаил Омар
Исмаил Омар Гелле (фр. Ismaïl Omar Guelleh, сомал. Ismaaciil Cumar Geelle, араб. اسماعيل عُمر جليه‎; род. 27 ноября 1947, Дыре-Дауа, Эфиопия) — второй президент Джибути с 8 мая 1999 года. Унаследовал должность от своего дяди — Хасана Гуледа Аптидона.

## Карьера
Его семья переехала из Эфиопии в Джибути в 1960-е. Представитель народности исса. Служил в полиции, после получения Джибути независимости в 1977 году назначен главой секретной службы. В апреле 1999 года его кандидатура как преемника Аптидона была выставлена на президентских выборах, и Гелле победил, получив 73 % голосов.
В декабре 2000 года сместил влиятельного главу полиции Ясина Ябе и подавил попытку мятежа полицейских сил. Ябе был приговорен к длительному сроку заключения.
В 2005 году переизбран, при отсутствии других кандидатов получив 100 %. После переизбрания неоднократно заявлял о том, что не имеет планов избираться на следующий срок, однако участвовал в выборах и в 2011, и в 2016 годах.
По конституции страны было разрешено избираться на пост  президента на 2 срока, однако в 2010 году Гелле убедил Национальное собрание Джибути внести поправки в Конституцию страны с целью позволить ему баллотироваться на третий срок. Это привело к большим протестам, начавшимся в 2010 году, подобно большому движению за демократию в арабских странах. Протесты были быстро подавлены. Оппозиционные партии бойкотировали выборы, потому что был выдвинут только один малоизвестный кандидат против действующего президента в бюллетене.  На следующих выборах в 2011 году, Гелле при присутствии других кандидатов, набрал более 80 % голосов. Агентство Хьюман Райтс Уотч решило, что вряд ли эти выборы можно назвать справедливыми, потому что лидеры оппозиции были заключены в тюрьму до проведения голосования. Весной 2016 года на очередных выборах он набрал более 85 % и вновь остался на этом посту.
Гелле был переизбран на пятый срок на всеобщих выборах 2021 года. На выборах участвовал один кандидат от оппозиции, политический новичок Закария Исмаил Фарах, который обвинил правительство во «вбросе бюллетеней» и запрете своим делегатам посещать избирательные участки для наблюдения за процессом голосования. Другие крупные оппозиционные партии предпочли не выдвигать кандидатов, обвинив Гелле в правлении с помощью диктатуры.